# Konstantin Pliev
Konstantin Igorevič Pliev (in russo Константин Игоревич Плиев?; Vladikavkaz, 26 ottobre 1996) è un calciatore russo, difensore svincolato.

## Caratteristiche tecniche
È un difensore centrale.

## Carriera
Ha esordito in Prem'er-Liga il 5 maggio 2018 disputando con il Rostov l'incontro perso 2-0 contro lo Spartak Mosca.